# Operai, contadini
Operai, contadini és una pel·lícula italiana del 2001 escrita i dirigida per Jean-Marie Straub i Danièle Huillet. L'argument és basat en la novel·la "Le donne de Messina" d'Elio Vittorini.

## Argument
Després de la Segona Guerra Mundial, un grup de desplaçats va decidir aturar-se en un poble semidestruït i va començar a netejar el terreny, reconstruir les cases i conrear els camps.

## Repartiment
Angela Nugara, Giacinto Di Pascoli, Giampaolo Cassarino, Enrico Achilli, Angela Durantini, Martina Gianfriddo, Andrea Balducci

## Recepció
Fou exhibida a la secció Seven Chances del XXXIV Festival Internacional de Cinema Fantàstic de Catalunya